# 망 접근 서버
망 접근 서버 또는 네트워크 액세스 서버(Network access server, NAS)는 원격 사용자에게 네트워크 액세스 지점을 제공하는 구성 요소 그룹이다.

## 개요
NAS는 전화 접속 및 전화 접속 사용자 통신에 집중한다. 액세스 서버에는 아날로그와 디지털 인터페이스가 혼합되어 있으며 수백 명의 동시 사용자를 지원할 수 있다. NAS는 네트워크 및 터미널 에뮬레이션 소프트웨어를 통해 비동기 장치를 LAN 또는 WAN에 연결하는 통신 프로세서로 구성된다. 지원되는 프로토콜의 동기 및 비동기 라우팅을 모두 수행한다.
NAS는 보호된 리소스에 대한 액세스를 보호하는 게이트웨이 역할을 한다. 이는 전화 네트워크, 프린터, 인터넷에 이르기까지 무엇이든 될 수 있다. 클라이언트가 NAS에 연결된다. 그런 다음 NAS는 클라이언트가 제공한 자격 증명이 유효한지 묻는 다른 리소스에 연결한다. 그 대답에 따라 NAS는 보호된 리소스에 대한 액세스를 허용하거나 허용하지 않는다.